# Асуница
Асу́ница (латыш. Asūnīca, бел. Асуніца) — река на территории Латвии и Белоруссии.
Вытекает из озера Ракусково, протекает через Дагдас, течёт на юго-восток и впадает в реку Сарьянка. Длина реки составляет 47 км (из них 23,6 на территории Латвии), площадь бассейна — 451 км².
На берегу реки расположено латвийское село Асуне. Крупнейшие притоки: Ормянка, Акминейца, Актица, Пупальна, Борисовская река. По реке Асуница проходит участок латвийско-белорусской границы.